# Железные монеты

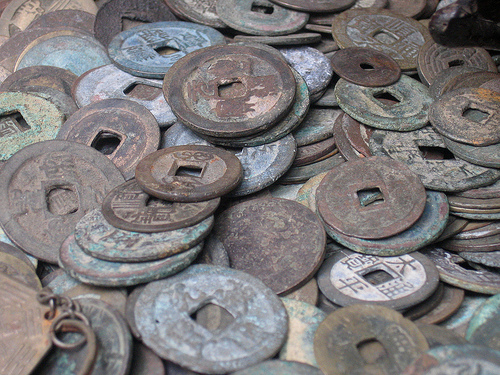
Древние китайские монеты

Железные монеты — монеты, изготовленные из железа.

## Античность и Древний Восток
Первое упоминание о железе, как орудии мены относится к XVI веку до н. э., когда фараон Тутмос III получил дань из Аравии, Ассирии и Месопотамии очищенным железом и свинцом. Гомер упоминает о железе, как об обычном средстве мены. В Спарте, при Ликурге, были введены в употребление железные вертелы (оболы или обелиски) и круглые диски (пеланоры или пеланосы), весом около 1 фунта и 42 золотников. Они оценивались около 4-х халков (медных слитков, служивших единицей ценности). Обелиски и пеланоры, однако, не принимались соседними со Спартой государствами
От орудия мены, имеющего определённую цену в качестве товара, не труден переход к монете из того же металла. И действительно, при недостатке других металлов нередко появлялась в обращении монета из железа. Так, Аристотель рассказал, что жители города Клазомены, не будучи в состоянии заплатить 20 талантов долга наёмникам, обязаны были платить им за это по 4 таланта ежегодных процентов. Тогда они решились выпустить, номинально на 20 талантов, железную монету, обязательную для расчетов в торговых сделках граждан. Полученная сумма в 20 талантов была выплачена наемникам, а 4 таланта ежегодных процентов были употреблены на выкуп железной монеты, что вскоре дало возможность совершенно изъять её из обращения. До нашего времени дошло лишь 8 железных монет трёх древних греческих городов: Аргоса, Тегеи и Герайи, по своим типам и характеру надписей относящиеся, по-видимому, к 60-м годам IV века до н. э.
Монеты Аргоса имеют на лицевой стороне изображение передней части, протомы, волка, влево или вправо, а на оборотной стороне — знак А. На монетах Тегеи — на лицевой стороне голова горгоны, а на оборотной изображение совы и надпись ТЕГЕ. У монеты Герайи на лицевой стороне голова Афины Паллады, а на оборотной надпись ΗΡΑΘΑΙ. Βсе эти монеты весят от 9 до 14 граммов. Жители Виза́нтия в древнейшие времена также использовали железо как средство мены, причём по одной цене с медью. Юлий Цезарь видел в Галлии у бриттов железные бруски, а может быть и кольца, имевшие определённый вес и находившиеся в обращении вместо монеты.
В Китае и Японии железная монета не чеканилась, а отливалась, так что она на самом деле является не стальной, а чугунной. Посередине монеты находится квадратная дыра, для продевания шнура из рисовой соломы, на который она нанизывалась. В Китае она называлась «цянь». Древнейшие железные китайские монеты относятся к 523 н. э., к царствованию императора У-ди династии Лян; 10 железных монет соответствовали 7-ми медным. Во второй половине X века первый император династии Сун, Тай-цзу, выпустил новую железную монету, получившую название Да-Цзин («большая монета») и весившую около 2 золотников. Монета выделывалась в очень большом количестве, на литье её ежегодно, с 1000 по 1020 годы, шло около 4 тыс. т. железа. В XI и начале XII столетий снова отливали железную монету.

## Средние века и Новое время
В конце XIV столетия железная монета была в обращении в Корее, но в очень небольшом количестве и очень похожая на китайскую. Кроме железных монет античных и китайского типа, существуют ещё монеты из этого металла неправильной формы и без всяких надписей на той или другой стороне. В Индии, в государстве Траванкоре, в XIV веке была железная монета очень малой величины (с кедровый орех). На острове Калимантан английский капитан Мундес нашёл монету, состоявшую из небольших квадратных плиток железа, без всяких изображений на сторонах. Железную монету нашёл и майор Денгем, во время своей экспедиции, в 1824 году в Центральный Судан. Она состояла из тонких пластинок железа подковообразной формы. Подковки эти соединялись в связки по 10 или 16 штук, и 30 таких связок соответствовали по цене 1 талеру Марии-Терезии.
Отдельная подковка весила около 3 золотников; цена её часто колебалась, назначаясь фирманами султана, в зависимости от того, что предстояло правительству: платить или получать. Это вызывало сильное неудовольствие и даже бунты. Эта монета существовала недолго: Барт, посетивший Судан в 1850-х годах, не только не видел в обращении таких подковок, но и самое употребление их было позабыто. Одновременно с этой в Судане обращалась и другая железная монета, введённая Дифтердер-беем, генералом Мухаммеда Али Египетского, в 1824 году, в Эль-Обейде, столице Кордофана. К её выпуску пришлось прибегнуть ввиду недостатка в египетской мелкой монете; она называлась Хашшаш или Хасшах-шах и представляла собой тонкую пластинку железа, похожую на разрез гриба.
С XIX века в Туркестане и некоторых других областях в Китае выпускалась монета весом около 1/2 золотника, называвшаяся чох или ярмак (а также монеты в 2, 5 и 10 чохов), из чугуна, с ничтожной примесью меди. В 1880-х чохи принимались в туркестанском генерал-губернаторстве, по 123 чоха за копейку. В Японии железная монета появляется впервые в 1739 году. Она была ценой в 1 мон (около 0,01 коп.) и выливалась до 1769 года, когда появилась новая, в 4 мона. От волнистых линий на оборотной стороне монета получила в народе название нами-сэн («волнистая монета»). В 1871 году в Японии была введена монета европейского типа, а вся железная сдавалась в казначейство.
Меновую ценность могли иметь и некоторые железные предметы. Так, Адам Смит рассказывал, что в его время в некоторых шотландских селениях был распространен между рабочими обычай платить торговцам, вместо мелкой монеты, железными гвоздями, охотно принимавшимися и имевшими точно определенную цену. То же самое говорит и Шевалье про каменноугольные округа Франции.
В конце XIX века Швейнфурт нашёл у племени бонго (в Судане) железные наконечники копий и лопаты, использовавшиеся в качестве денег.
В конце XIX века Мунго Парк нашёл у племён мандинка (в западном Судане) железные бруски определенного веса, служившие вместо монеты, а голландский сержант Гартман (F.J. Hartman), посетивший в 1790 году остров Борнео (в настоящее время — Калимантан), видел там, вместе с мелкой китайской монетой, также куски железа, служившие меновой ценностью.

## Россия
В 1776 году в России, вероятно в Белозерске и по мысли графа Якова Сиверса, были выкованы железные кубики с надписью «копейка» и «деньга», предназначавшиеся для взвешивания продаваемой казной соли. Хотя кубики эти и принимались некоторыми исследователями за монету, но на самом деле это были лишь гири.